# Riaan Schoeman
Pour les articles homonymes, voir Schoeman.
Riaan Schoeman, né le 18 septembre 1989 à Vereeniging, est un nageur sud-africain. Il est le frère du triathlète Henri Schoeman.

## Carrière
Riaan Schoeman est médaillé d'or du 400 mètres quatre nages et du 4 x 200 mètres nage libre et médaillé d'argent du 800 mètres nage libre, du 1 500 mètres nage libre et du 200 mètres quatre nages aux Jeux africains de 2007 à Alger. 
Aux Championnats d'Afrique de natation 2008 à Johannesbourg, il est médaillé d'argent du 400, 800, et 4 x 100 m mètres nage libre ainsi que du 400 mètres quatre nages, et médaillé de bronze du 200 mètres nage libre. La même année, il participe aux Jeux olympiques à Pékin, où il est éliminé en séries du 400 mètres quatre nages.
Aux Jeux du Commonwealth de 2010 à New Delhi, il obtient la médaille de bronze du 400 mètres quatre nages.
Il est médaillé d'or du 4 x 200 mètres nage libre, médaillé d'argent du 400 mètres nage libre et médaillé de bronze du 400 mètres quatre nages aux Jeux africains de 2011 à Maputo. 
Il participe ensuite aux Jeux olympiques d'été de 2012 à Londres, où il est éliminé en séries du 400 mètres quatre nages.